# نابض جزيئي

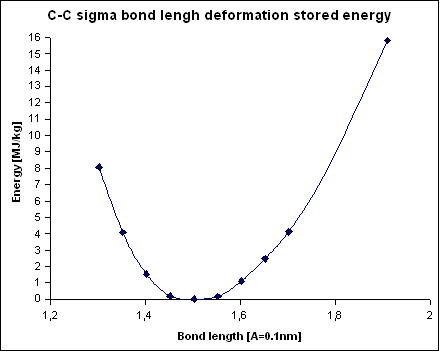
المثال التوضيحي لطول الطاقة الجزيئية C-C, الدقة العددية ليست مضمونة

الزنبرك الجزيئي (بالإنجليزية: Molecular spring)‏ هو أداة أو جزء من نظام حيوي مستند على ميكانيكا جزيئية وترتبط بالاهتزاز الجزيئي. يمكن لأي جزئ أن يكون تشوه بطرق متعددة. A-A طول الرابطة, A-A-A الزاوية, A-A-A-A زاوية الالتواء. تخزن الزاوية المشوهة الطاقة والتي يمكن أن تصدر وتسبب عملاً ميكانيكيًا كعودة الجزيء إلى التشكل الهندسي الأمثل.
و عادة ما يستخدم مصطلح السلسلة الجزئية في علوم النانو وعلم الأحياء الجزيئي, ومع ذلك نظريا يمكن اعتباره نوابض جزيئية مجهريه , إذا تم تصنيعها. مثل هذه الأداة أعدت على سبيل المثال متخذة من كتلة جزيئية ألياف البولمر على مستوى عالي جدا. (الهيدروكربون العطري متعدد الحلقات, متعددات الاستيلين) ويمكن اختزانه استثنائيا. (0.1-10 ميجا جول لكل كيلو جرام بالمقارنة مع 0.0003 ميجا جول لكل كيلو جرام مع الزنبرك المنتظم) كمية الطاقة التي يمكن أن تخزن وتصدر على الفور تقريبا, مع ارتفاع كفاءة تحويل الطاقة. كمية الطاقة المخزنة في الزنبرك الجزيئي تحدد بقيمة تشوه الجزيء الذي يمكن أن يقاوم حتى يخضع لتغير كيميائي. تصنيع مثل هذه الأداة المجهرية على أية حال بعيد عن الوصول إلى التقنية المعاصرة بسبب صعوبات التوليف والترتيب الجزيئي للجزيئات مثل جزيئات البوليمير الطويلة. وبالإضافة إلى ذلك, هناك حاجة للقوة لرسم السلسلة الجزيئية في المدة القصوى ويمكن أن يكون الارتفاع غير عملي- المماثلة لقوة الشد لجزيء بوليمير معين. (~100 المعدل التراكمي لبعض مركبات الكربون).

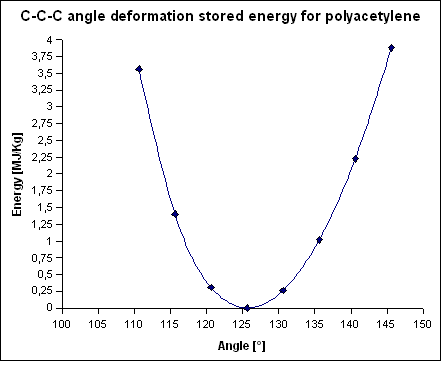
المثال التوضيحي لـزاوية للطاقة الجزيئية C-C-C, الدقة الرقمية ليست مضمونة

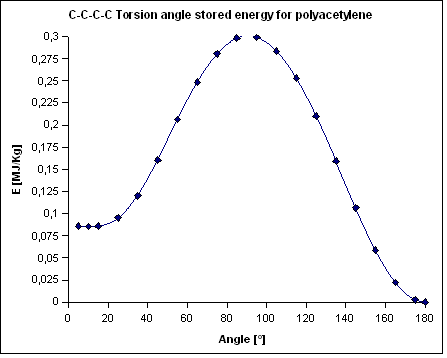
المثال التوضيحي لزاوية التواء الطاقة الجزيئية C-C-C-C, الدقة الرقمية ليست مضمونة